# Reino de Xalisco
El reino de Xalisco (del nahuatl: Xalisco "Lugar sobre el arenal") fue un señorío precolombino o tlatonazgo, cuyos habitantes pertenecían a la etnia pinome, también llamados "Nahuas de Nayarit", aunque también tenía pobladores coras, huicholes, totorames y coanos, tecoxquines amecas. Su origen y desarrollo se ubica desde el Horizonte Clásico hasta el Posclásico tardío. En opinión de algunos, el señorío de Xalisco, fue uno de los más importantes del Occidente del actual México. 
Tenía su propio escudo y el Señorío cuando menos estuvo vigente desde el año 559 al 1532, d. C. que es de los que se tiene noticia. Su capital era el poblado de Xalisco, (actualmente en el municipio de Xalisco, Nayarit), y comprendía las poblaciones localizadas en los actuales municipios nayaritas de Xalisco, San Blas, Compostela, Tepic, San Pedro Lagunillas, Bahía de Banderas y los municipios jaliscienses de Mascota, San Sebastián del Oeste, Atenguillo y Mixtlan. 
Entre sus poblaciones principales estaban Tepique, -Tepic- Atemba, Pochotitán, Tecuitazco, Xalcocotan, Zacualpan, Xaltemba, Mazatán. El centro de este señorío se localizaba en las faldas del cerro del Coatépec, elevación que alcanza los 1.560 metros de altitud sobre el nivel mar y que domina todo el valle de Matatipac, en el actual municipio de Xalisco. Estaba rodeado de otros reinos como el Reino de Aztatlán o Chiametla al norte, Reino de Xécora, Reino de Colotlán y otros.
Hay relaciones comerciales que se extendieron hacia las tribus del centro de Mesoamérica, con los que realizaban intercambios de productos agrícolas, así como de artículos necesarios en la vida diaria y de ornato.
En esta región se han localizado importantes restos arqueológicos que demuestran el nivel alcanzado, ya que no había capacidad de movilidad como caballos, barcos, carros para ejercer dominio, vigilancia y control sobre un territorio tan vasto. Y hay que considerar que cada núcleo de población en el pasado prehispánico era independiente, y una había unidad al estilo de los reinos europeos. Así se pueden encontrar Arte Rupestre de Nayarit, que incluye entre otros el sitio de Zona arqueológica de Altavista y los Coamiles en Tuxpan. 

## Economía

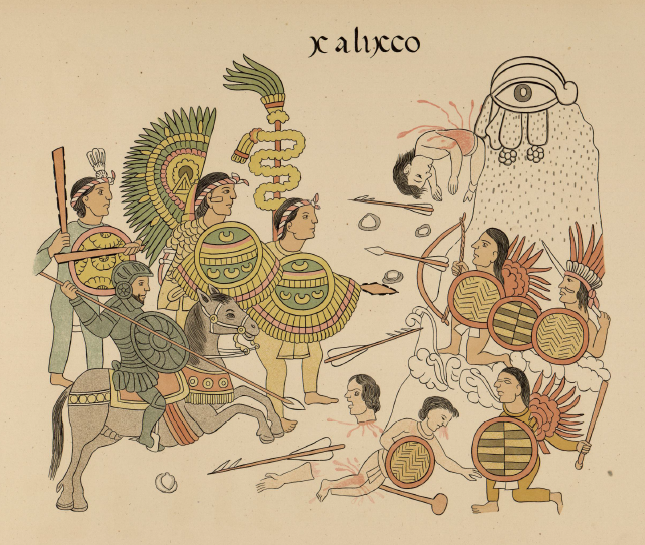
Fragmento del Lienzo de Tlaxcala que representa la conquista de Xalisco.

El reino de Xalisco (en azul claro) en un mapa con los reinos y señoríos en México antes de la conquista española.

La numerosa población de este señorío alcanzó un notable desarrollo, su organización social y vida cotidiana tuvieron las siguientes características:
Ocupaciones
Se dedicaron fundamentalmente a la agricultura, a las actividades textiles y al comercio. Desarrollaron la técnica de cultivo en terrazas, cultivaron maíz, frijol, calabaza y algodón (aquí se conoce con el nombre de pochote) principalmente.
Destacaron en las artes, la arquitectura y la medicina. En la música emplearon instrumentos de percusión y de viento: teponaztli, caracoles, sonajas de barro y la chirimía.

## Gobierno
A diferencia de los demás gobiernos prehispánicos, en Xalisco no existía la ley sálica, hombres y mujeres podían acceder al poder.

### Gobernantes conocidos
- Xiuhcohuatl ca. 618[1]
- Pupualtzin 1516-1532